# Olessja Wladimirowna Truntajewa
Olessja Wladimirowna Truntajewa (russisch Олеся Владимировна Трунтаева, * 11. Januar 1980 in Lipezk) ist eine ehemalige russische Fußballspielerin.

## Karriere

### Vereine
Truntajewa kam im Seniorinnenbereich zunächst in der Spielzeit 2001 für Energija XXI. Jahrhundert (wie der Verein aus Woronesch sich von 1999 bis 2001 nannte) in der seinerzeit – unter dem Namen Oberste Liga – höchsten Spielklasse im russischen Frauenfußball, zu Punktspielen.
Nach 16 Punktspielen der regulären Spielzeit (29. April bis 16. August) belegte sie mit ihrer Mannschaft den zweiten Platz hinter dem ZSK WWS Samara, wie auch nach der Meisterrunde (1. bis 11. September), in denen die fünf bestplatzierten Mannschaften der regulären Saison teilnahmen. Das in Hin- und Rückspiel ausgetragene Pokalfinale hingegen gewann sie mit ihrem Verein mit dem Gesamtergebnis von 3:2 (1:2 und 2:0) gegen den Rjasan WDW.
In den Spielzeiten 2004 und 2005 der Obersten Liga war sie Spielerin des FK Lada Toljatti, mit dem sie die reguläre Spielzeit 2004 als Zweitplatzierter (Ein Punkt Abstand zu Energija Woronesch) beendete, sich in der Meisterrunde jedoch als Erstplatierter (Drei Punkte Vorsprung auf die Frauenfußballmannschaft des FK Rossijanka) durchsetzte und den Meistertitel gewann wie auch gegen diese zweitplatzierte Mannschaft den nationalen Vereinspokal (5:2-Finalsieg am 26. Oktober 2004 in Toljatti) gewann. 
In der Spielzeit 2006 wirkte sie für Nadezhda Noginsk, bevor sie von 2007 bis 2012 für Swesda 2005 Perm aktiv war und mit der Mannschaft zu Beginn und am Ende ihrer Zugehörigkeit den nationalen Vereinspokal gewann sowie die Meisterschaften der Jahre 2007, 2008 und 2009.
Nach Saransk gelangt, spielte sie für den dort ansässigen FK Mordovochka Saransk für den sie in der Saison 2012/13 16 Punktspiele in der nunmehr unter dem Namen Superliga genannten höchsten Spielklasse bestritt (6. September 2012 bis 31. Mai 2013).
Mit der Rückkehr zum Frühjahr-Herbst-System (nach zwei Saisonen ab 2011/12), kam sie in den Spielzeiten 2013 und 2014 in elf und zwei Punktspielen für den SchWSM Ismailowo Moskau in der Superliga zu ihren letzten Einsätzen. Ihr letztes Punktspiel datiert vom 18. Mai 2014 (6. Spieltag) mit der 1:2-Niederlage im Auswärtsspiel gegen den Rjasan WDW.

### Nationalmannschaft
Truntajewa gehörte dem Kader der A-Nationalmannschaft bereits am 27. Oktober 2017 an, wurde im vierten Spiel der EM-Qualifikationsgruppe 6 bei der 0:3-Niederlage gegen die Nationalmannschaft Norwegens in Stavanger jedoch nicht eingesetzt.
Als Nationalspielerin für den RFS kam sie bei der Teilnahme ihrer Mannschaft am Turnier um den Zypern-Cup 2008 am 5. und 10. März in Paralimni und Achna im ersten und zweiten Spiel der Gruppe B, bei der 1:2 und 1:3-Niederlage gegen die Nationalmannschaft Kanadas und der Nationalmannschaft Japans zum Einsatz. Gegen Letztgenannte erzielte sie mit dem Treffer zum 1:1 in der 37. Minute ein Tor, wie auch im Spiel um Platz 5 am 12. März in Nikosia, beim 3:2-Sieg über die Nationalmannschaft Schottlands mit dem Treffer zum 3:1 in der 85. Minute.
Im Spiel gegen die US-amerikanische U20-Nationalmannschaft am 7. März (in einer Begegnung der spielfreien Mannschaften, die keine Auswirkung auf das Turnierergebnis und gegen die US-amerikanische U20-Nationalmannschaft von der FIFA nicht als offizielles Länderspiel gewertet wird), das mit 2:0 gewonnen wurde, kam sie in der 71. Minute für Natalja Sergejewna Schljapina ins Spiel. Im Turnier um den Zypern-Cup 2009 gehörte sie dem Kader nicht (mehr) an.

## Erfolge
SchWSM Ismailowo Moskau
- Russischer Pokal-Finalist 2013

Swesda 2005 Perm
- Russischer Meister 2007, 2008, 2009
- Russischer Pokal-Sieger 2007, 2012

FK Lada Toljatti
- Russischer Meister 2004
- Russischer Pokal-Sieger 2004

Energija Woronesch
- Russischer Pokal-Sieger 2001